# Frontenac (Gironde)
Frontenac település Franciaországban, Gironde megyében. Lakosainak száma 785 fő (2022. január 1.). Frontenac Lugasson, Baigneaux, Blasimon, Cessac, Daubèze, Martres és Sauveterre-de-Guyenne községekkel határos.

## Népesség
A település népességének változása:
| Lakosok száma | 729  | 640  | 687  | 694  | 769  | 757  | 731  | 739  | 749  | 785  |
|               | 1968 | 1982 | 1990 | 2006 | 2013 | 2015 | 2017 | 2019 | 2020 | 2022 |